# Чорна рада (роман)
«Чорна рада», повна назва «Чорна рада. Хроніка 1663 року» — історичний роман українського письменника Пантелеймона Куліша, у якому зображено відому історичну подію — чорну раду, що відбулася в Ніжині 1663 року, відтворено соціальні суперечності в Україні після переможної визвольної війни та приєднання до Московського царства.

## Історія видання
Першу редакцію роману було написано в 1844-1846 рр. українською і російською мовами (українська редакція тоді мала назву «Чорна рада, або Нещаслива старосвіщина»), проте через арешт у справі Кирило-Мефодіївського братства в березні 1847 року та заслання письменника до Тули із забороною друкуватися на загальних цензурних підставах автор тривалий час не міг його видати. Перші п'ять глав російської версії роману «Чорна рада» надруковано 1845 року в петербурзькому журналі «Современник» (1845.—Т.XXXVII.— C.332-376; T.XXXVIII.— C.5-37, 135—196). У цьому ж журналі в наступному році з'явилася публікація «Киевские богомольцы в XVII столетии». Інші частини роману з'явилися в журналі «Москвитянин» (ч.III, № 5.- с. 3-32; ч. 1,№ 1.- с. 81-122). Лише через десять років, 1857 року, опрацювавши нову українську редакцію роману Куліш зміг опублікувати її окремою книжкою під назвою «Чорна рада, хроніка 1663 року»; тоді ж він видав у Москві в журналі «Русская Беседа» та окремим виданням «Чорну раду» російською мовою. За життя автора російський роман перевидано лише один раз — у першому томі «Повестей П. А. Кулиша» (СПб., 1860). Друге повне видання українського роману з'явилося 1890 року у Львові. Це є останнім прижиттєвим виданням роману, якщо не брати до уваги уривків із твору, надрукованих О. Барвінським у 1896 році. У 1899 році відомий український художник Амвросій Ждаха створив ілюстрації до роману, (опубліковано в 1901 році в Одесі)..
У відділі рукописів Інституту літератури ім. Т. Г. Шевченка (ф. 18, од. збер. № 31) зберігається авторизований список «Чорної ради».

## Історична основа твору
В основі твору лежить історична подія — Чорна рада 1663 р. в Ніжині, у якій взяли участь народні «низи» («чернь» — звідси назва ради). Відомості про неї Куліш почерпнув частково з народних джерел, більшою ж мірою спирався на архівні документи, прагнучи до максимальної точності у викладі історичних фактів, описах народних звичаїв і побуту, а також використав літописи Самовидця і Григорія Грабянки. Політичним стрижнем роману стало припущення Григорія Грабянки про те, що «два союзніе мужи» — наказний (тобто тимчасовий) гетьман Я. Сомко й паволоцький полковник Іван Попович могли б, якби довше жили, спільними зусиллями об'єднати Правобережну й Лівобережну Україну під рукою московського царя. Водночас у «Чорній раді» Куліш виступає не так ученим-дослідником, як митцем, який поруч із зображенням реальних історичних осіб (гетьмани Я. Сомко, І. Брюховецький, ніжинський полковник В. Золотаренко, генеральний писар М. Вуяхевич) вдається й до художнього вимислу. У романі правдиво відтворено соціальні суперечності в Україні після переможної визвольної війни та приєднання до Московського царства: між землевласниками й селянами, шляхтою і міщанами, міщанами й козаками, козаками й селянами, запорожцями й городовими козаками («кармазинниками»), старшиною і рядовим козацтвом. Одним із наслідків цих суперечностей і стала «чорна рада».

## Особливості жанру й композиції
«Чорна рада» — перший в українській літературі історичний роман-хроніка, прикметний вальтер-скоттівською поетикою (дві сюжетні лінії — історична і любовна, історичні і вигадані персонажі, конкретно-історичний коментар, ситуації і структурні типи персонажів), однак має не концентричний, а хронікальний тип сюжету, а також відзначається більшою ідеологізацією та філософічністю. Поряд з яскравими романтичними сценами, опоетизованими картинами козацько-старшинського побуту в «Чорній раді» правдиво зображені соціальні суперечності і станова боротьба в Україні 1663 р.
Функцію композиційного стрижня виконує романічний мотив дороги. Аж до центральної, кульмінаційної події — «чорної ради» твір складається із сцен-зустрічей і сцен-зіткнень колишнього паволоцького полковника, а тепер священника Шрама (прототипом його став Іван Попович) і молодого Шраменка, які подорожують по Лівобережжю, з окремими особами та групами людей. Крізь сприймання головним чином цих двох героїв письменник показує життя й соціальну психологію різних станів і верств тогочасної України.

## Ідейно-тематичний зміст
Твір побудовано на протиставленні ідеологічних і моральних позицій різних персонажів.
Історично правдиво змалювавши соціальні та міжнаціональні відносини, Куліш дав їм суб'єктивне тлумачення. Основні персонажі «Чорної ради», виявляючи своє ставлення до суспільно-історичних подій, постають живими психологічними типами, переконливими суспільними та індивідуальними характерами і водночас несуть певну ідею, закладену в них автором. Різноманітність позицій персонажів відбиває Кулішеві уявлення про наявні суспільно-політичні орієнтації, моральні переконання та життєві цінності. Ідеалом Сомка й Шрама є українська автономна феодальна держава (гетьман говорить про союз з Москвою на основі Гадяцьких пунктів, що їх підписав Виговський з поляками 1658 р. і які обумовлювали ширші, ніж у Березневих статтях Переяславської угоди, можливості для формування української державності). Для Божого чоловіка (кобзаря) найвищою цінністю є індивідуальна моральна чистота, духовне самовдосконалення; для «юродивого» запорожця, курінного отамана Кирила Тура (своєрідного байронічного героя на український лад) — ірраціональне життя за незвіданими законами серця. Для старого запорожця Пугача ідеалом є соціальна рівність, демократична козацька республіка, знищення форми приватної власності, втілення в життя месіанського — соціально-визвольного — призначення Запорозької Січі; для пана Череваня — заможне хуторянське життя; для Петра й Лесі — сімейна ідилія. У романі українську історію подано як боротьбу сил руйнівних і тих, що виступають за суспільний порядок. Державобудівничий підхід уособлює ідеалізована старшина городових козаків (Сомко, Шрам), руїнницький — «запорізька вольниця» і національно несвідома, схильна до соціального бунту частина селян і міщан. У виснажливій боротьбі цих двох сил — державобудівничої, культуротворчої та руїнницької — і вбачає письменник трагедію України.
Автор «Чорної ради», з одного боку, поетизує Запорожжя, де «воля ніколи не вмирала, давні звичаї ніколи не забувались», а з іншого — показує запорозький військовий уклад як вибухонебезпечне явище, загрозливе для громадянського миру і формування гетьманської держави. В образах «юроди» Тура, ортодоксальних «січових дідів» та інших низовців-бурлак Куліш показав що «запорозькі порядки» й звичаї входили в суперечність із громадським укладом Гетьманщини, де треба «жити по-людськи», «женитись та господарювати», і становили загрозу підвалинам патріархальної сім'ї. Історіософського сенсу набуває двобій між Кирилом Туром і Петром Шраменком, символізуючи боротьбу в українській історії двох різних формувань серед козацтва — запорозького, в його крайньому свавільному вияві, і городового, що плекало патріархально-сімейні традиції та прагнуло до розбудови громадянського суспільства, правової держави та підтримання порядку.
Поряд з поетизацією героїчних акцій козацтва, шляхетних і самовідданих характерів Шрама, Сомка й Кирила Тура в ряді сцен та епізодів «Чорної ради» без прикрашення змальовано українське життя часів Руїни. Автор створив у романі багатобарвний, різнобічний, а тому живий і повнокровний образ козацької України 1663 р. Цей образ, у якому сконденсовано характерні особливості багатовікової історії Руси-України, символізує її драматичну, а то й трагічну долю, особливо в добу козаччини. Через символічний образ «нещасливої старосвітщини» автор переконливо показав, що хаос в українській історії, втрата державної самостійності Руси-України були спричинені насамперед соціальним розбратом, класово-становою боротьбою, руїнницькими діями свавільних, національно-безвідповідальних або й несвідомих елементів серед різних верств самої української народності (козацької старшини, запорожців, міщан, посполитих), князівськими й старшинськими міжусобицями, егоїстичною пристрастю національних провідників до гетьманування, їхньою виснажливою боротьбою за владу, неспроможністю й небажанням національних сил об'єднатися в боротьбі проти чужоземних загарбників. Так автор приводить читача до думки про необхідність єдності й згоди серед українського народу. У першій редакції «Чорної ради» ця головна повчальна ідея була навіть висловлена розповідачем прямим текстом — в останньому абзаці роману, як логічний висновок з нього, його підсумкова сентенція: «…скільки-то було в нас на Вкраїні добрих і розумних людей, та як то все те нінащо обернулось через безладдє, що не зуміли, як заповідав батько Хмельницький, усі уодно стояти!».Знявши, з цензурних міркувань, у другій редакції твору це пряме формулювання його стрижневої політичної думки, Куліш залишив її вираження розвитком художньої дії.

## Сюжет

### Зміст сюжету
Сюжет роману базовано на суперечностях між простими козаками й старшиною, між міщанами та шляхтичами, між городовими козаками та запорожцями. Роман починається з того, як козак Шрам зі своїм сином Петром вирушають у дорогу з Правобережної України до Лівобережної до Якима Сомка. Дорогою їм трапляються пригоди, вони зустрічають різних за соціальним статусом і політичними поглядами людей. Врешті Шрам і Петро потрапляють на Чорну раду, де підступність демагога Івана Брюховецького бере гору.
У розв'язці роману Шрам рятує рідну Паволоч від Павла Тетері ціною власної голови.
Поштові картки з ілюстраціями до роману. Автор Амвросій Ждаха. Видавець Яків Оренштайн, Коломия, 1911 рік

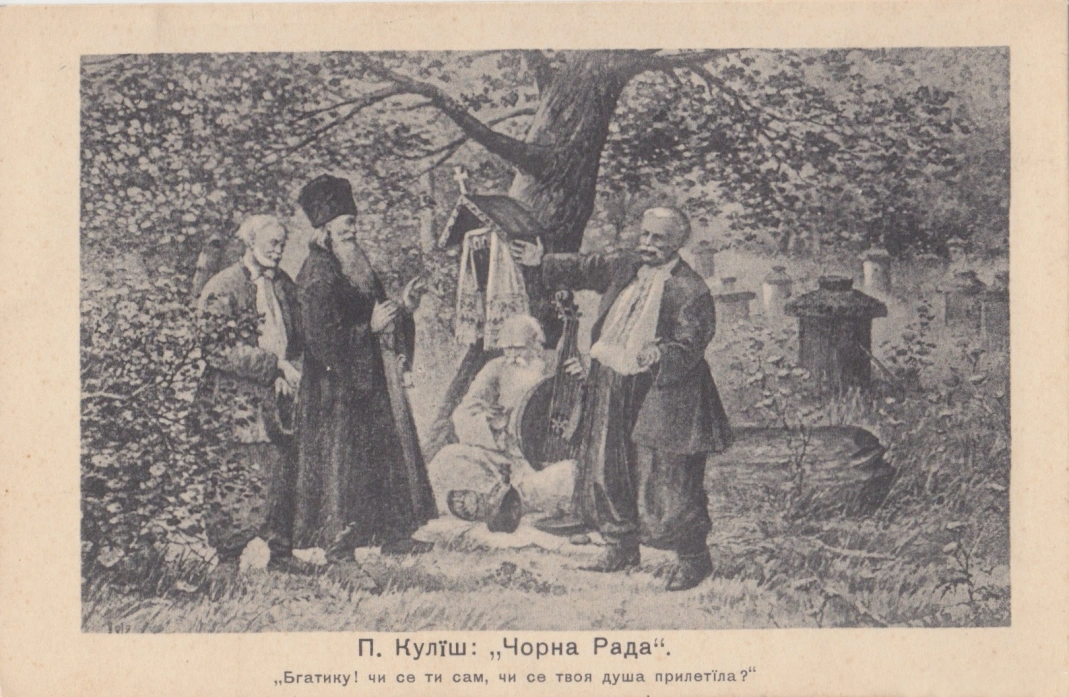
"Бгатику! чи се ти сам, чи се твоя душа прилетїла?"
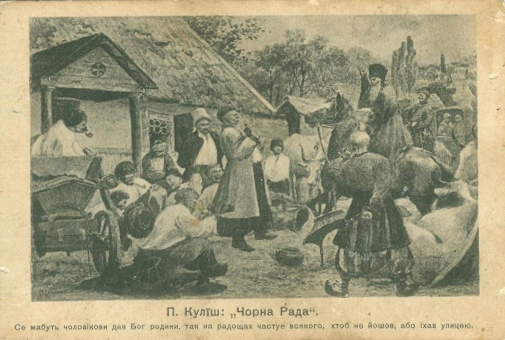
Се мабуть чоловікові дав Бог родини, так на радощах частує всякого, хтоб не йошов, або їхав улицею
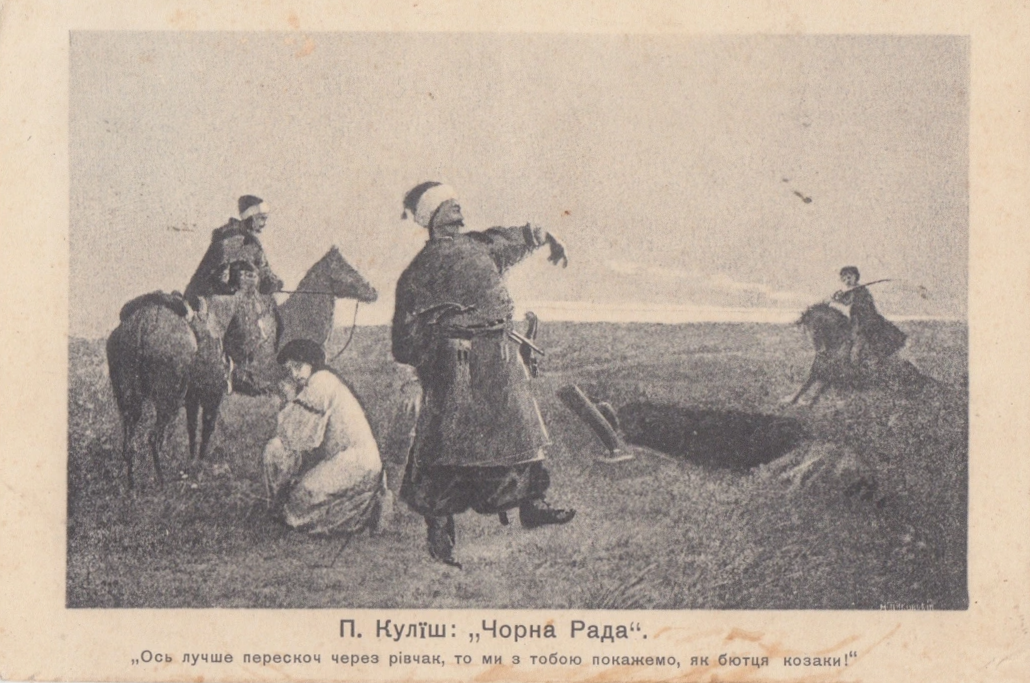
"Ось лучше перескоч через рівчак, то ми з тобою покажемо, як бютця козаки!"
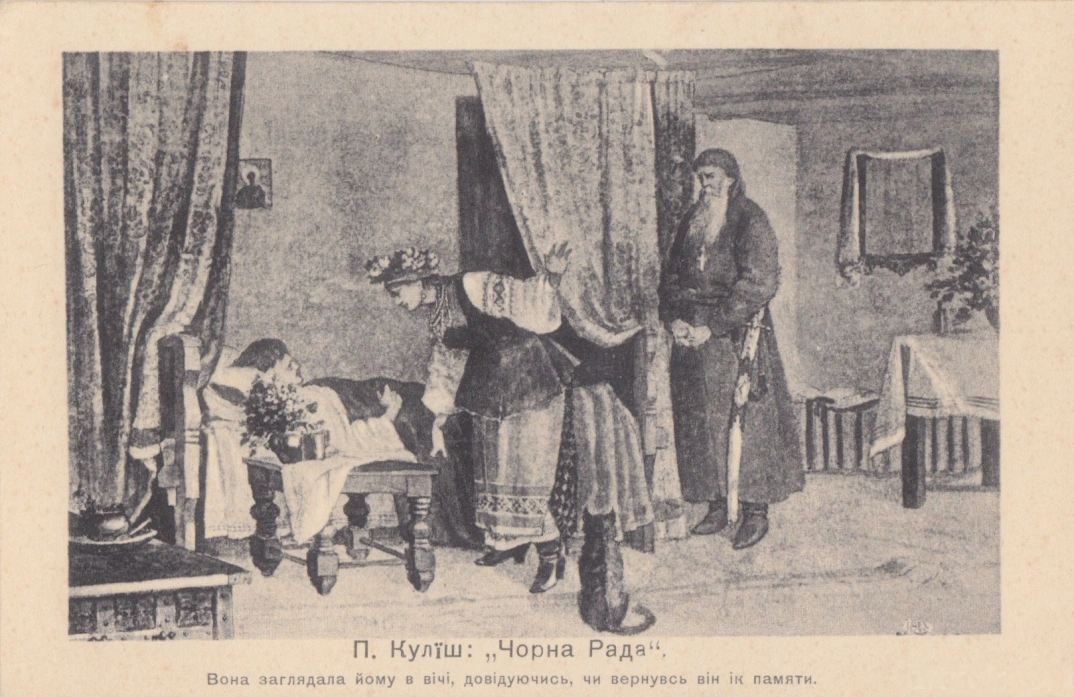
Вона заглядала йому в вічі, довідуючись, чи повернувся він ік памяти
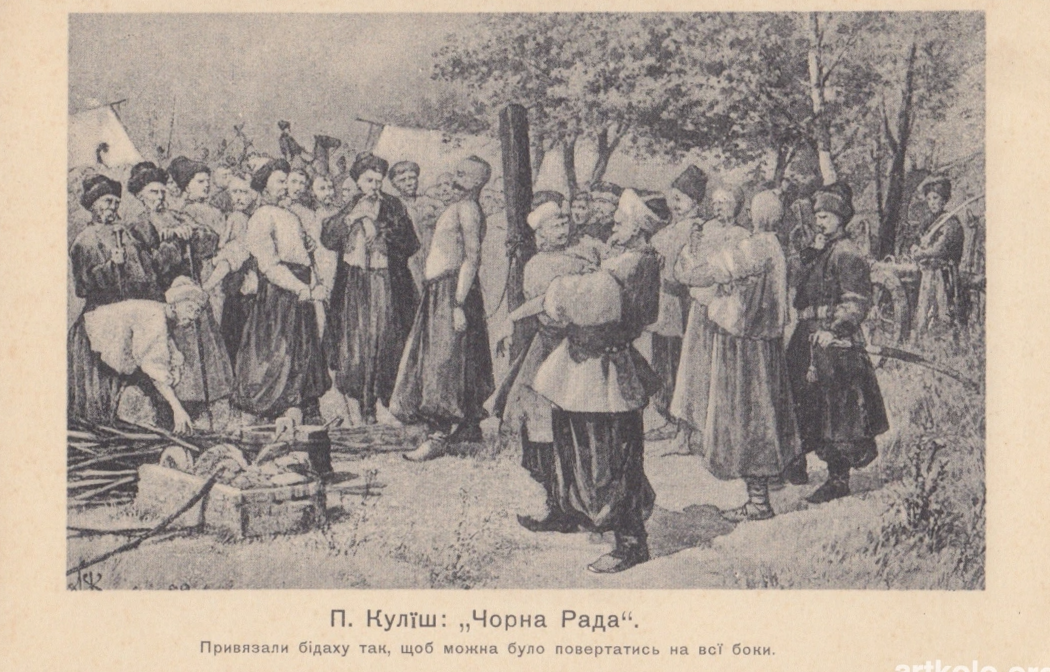
Привязали бідаху так, щоб можна було повертатись на всї боки
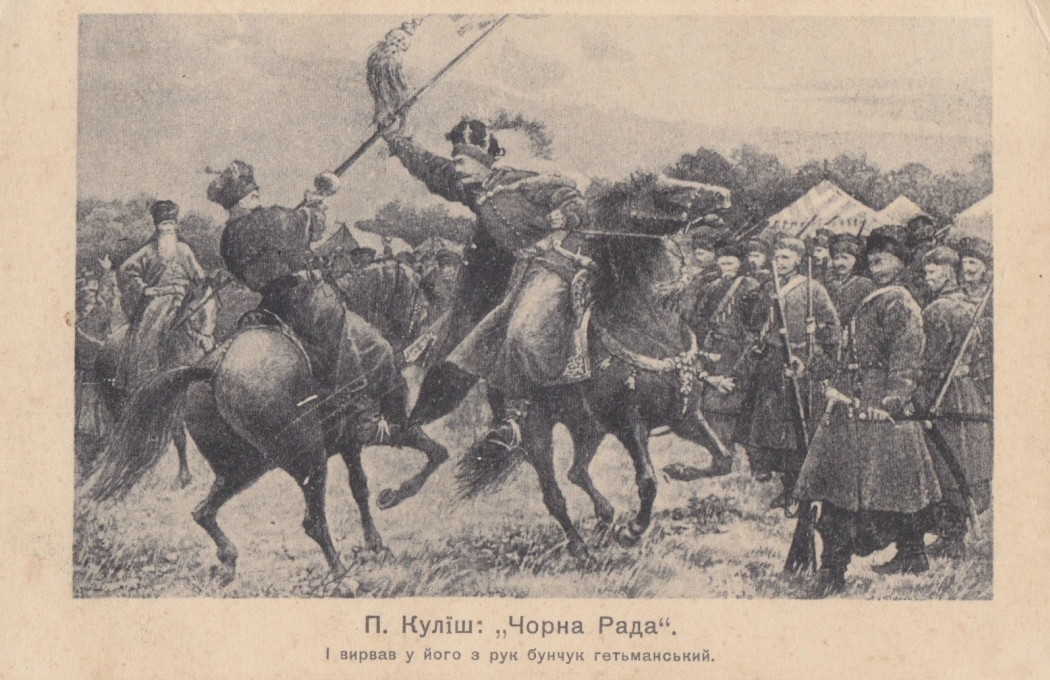
І вирвав й його з рук бунчук гетьманський
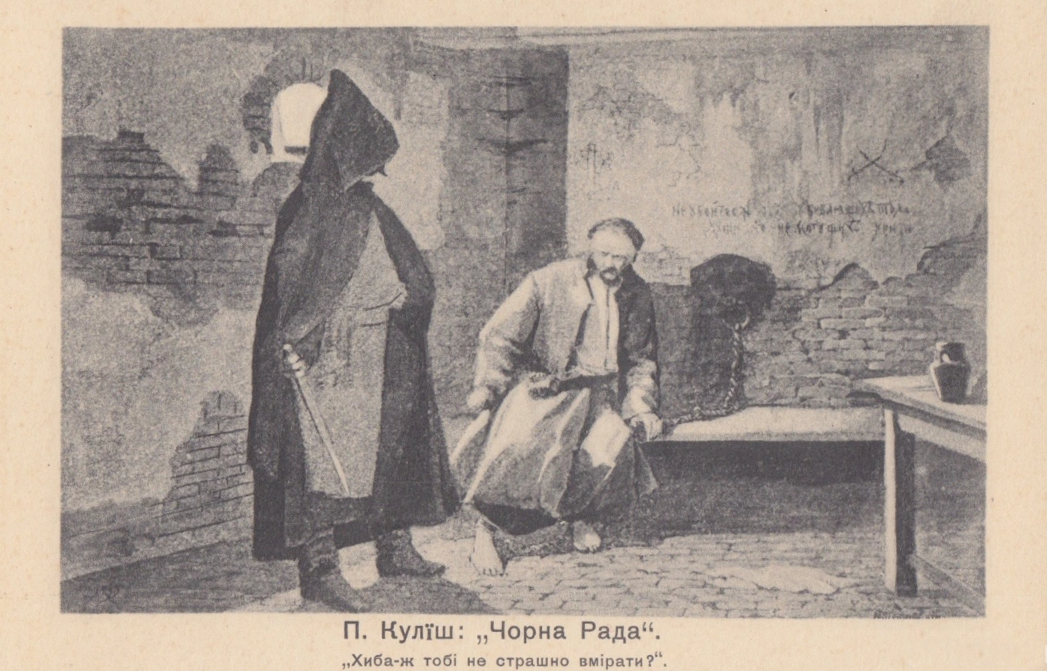
"Хиба-ж тобі не страшно вмірати?"

### Головні персонажі
Персонажами роману є як історичні особи (Яким Сомко, Іван Брюховецький, паволоцький полковник Іван Попович (у романі — Іван Шрам); Василь Золотаренко, Михайло Вуяхевич, Матвій Гвинтовка, князь Данило Великогагін (у романі — Гагін); так і вигадані герої — Петро Шраменко, козак Михайло Черевань, його дружина Мелашка і дочка Леся, курінний отаман Кирило Тур, його побратим Богдан Чорногор, «січовий дід» Пугач, кобзар Божий Чоловік, козак Василь Невольник, міщанин Тарас Сурмач, дружина Гвинтовки Княгиня, а також інші козаки, міщани, селяни. Не виступають дійовими особами, але згадуються героями роману такі історичні особи, як гетьмани Богдан Хмельницький, Павло Тетеря, Юрась Хмельницький, Іван Виговський, єпископ Мефодій, московський князь Ромодановський.
Головний герой — паволоцький полковник і піп Іван Шрам поклав собі за завдання об'єднати Україну і розбити гетьмана Павла Тетерю. Після невдалої для себе і однодумців чорної ради він, щоб не допустити знищення міста Паволочі, здався Тетері і одразу ж був страчений.
Ідеалізований гетьман Яким Сомко, осмислюючи гіркий досвід Речі Посполитої, усвідомлює, що найбільшу загрозу безпеці національної феодальної держави становить загострення станових суперечностей. На його думку, щоб уникнути соціального і національного катаклізму, треба кожній верстві дати певні привілеї: «нехай у мене всяке, нехай і міщанин, і посполитий, і козак стоїть за своє право; тоді буде на Вкраїні і правда, і сила».
Авторську позицію, поряд із образами Сомка і Шрама, виражає також кобзар Божий Чоловік. Державницькій ідеї козацької старшини він протиставляє християнську мораль і праведне життя. Суєту земного буття, примарність політичних діянь, трагічний розрив між ідеальним і реальним втілює також романтизований образ Кирила Тура і його життя душі як останнього притулку небуденної особистості в гріховному, невлаштованому світі.
Іван Брюховецький — («ниций Іванець») — який був колись чурою Б. Хмельницького, завоював довіру низових козаків і через підкупи єпископа Мефодія та царського посланця князя Гагіна добився-таки гетьманства на чорній раді. Куліш майстерно показує цей шлях сходження Брюховецького, який спершу (до свого гетьманства) виконував будь-яку волю запорожців в особі їхніх старійшин — «січових дідів», а по чорній раді вигнав отих самих дідів назад на Січ. Основним своїм принципом Брюховецький проголосив «ідею загальної рівності»: «Нема вже й тепер ні в міщанина, ні в мужика, се моє, а се твоє: все стало обще». Після чорної ради стратив Я. Сомка й В. Золотаренка, а пізніше підписав Московські статті, що дуже обмежили самоврядування Гетьманщини.
П. Куліш представив у своєму романі переконливі образи практично всіх верств українського народу початкового періоду Руїни, дав яскраві художні характеристики низовому козацтву, міщанам, городовим козакам, старшині й соціальним низам, селянам; намагався проникнути у психологію кожного соціального стану.

## Цікаві факти
Кільком персонажам автор дав прізвища своїх найближчих побратимів з Кирило-Мефодіївського братства: у романі діють осавул Гулак, сотники Білозерець і Костомара.
Донька Череваня зветься Лесею, як і дружина письменника.
Гетьман Сомко, що сватається до Лесі Череванівни, під час описуваних автором подій був уже одружений.
Ніжинський полковник Василь Золотаренко (Васюта), зображений у романі дідом, був досить молодим.
Гетьман Іван Брюховецький у листах до московського царя підписувався словами «вірний холоп і найнижчий подножок». Саме його мав на увазі Тарас Шевченко у знаменитому посланні «І мертвим, і живим…» «Раби, подножки, грязь Москви…».[джерело?]

## Значення в українській літературі
«Чорна рада» — перший в українській літературі історичний роман. Відразу ж після виходу в світ він здобув широке визнання. «Чорну раду» високо поціновували Т. Шевченко, М. Костомаров, М. Максимович. І.Франко назвав її «найкращим твором історичної прози в українській літературі». Український літературознавець Богдан Лепкий вбачав його найбільшу вартість у тому «смутку-тузі за кращими часами, в тій охоті вискочити з ярма, в тім пориві до героїчних учинків, які будяться в українського читача під впливом „Чорної ради“…»
Тарас Шевченко у своєму листі до Куліша писав:
|  | Спасибі тобі, Богу милий друже мій великий, за твої дуже добрі подарунки і, особливо, спасибі тобі за «Чорну раду». Я вже її двічі прочитав, прочитаю і третій раз, і все-таки не скажу більш нічого, як спасибі. Добре, дуже добре ти зробив, що подарував «Чорну раду» по-нашому. Я її прочитав і в «Руській бесіді», і там вона добра, але по-нашому лучче. |

Михайло Максимович про «Чорну раду» писав:
|  | Малоросійська література завдячує праці пана Куліша першим історичним романом, за що хай йому буде назавжди належна честь в історії малоросіїської літератури!Оригінальний текст (рос.) Труду г. Кулиша малороссийская литература обязана первым историческим романом, за что и да будет ему навсегда подобающая честь в истории малороссийской литературы! |

Микола Костомаров у своїй статті, в якій дає характеристику героям та мові роману, пише:
|  | Мова хроніки проста, плавна та шляхетна.Оригінальний текст (рос.) Язык хроники прост, плавен и благороден |

На думку Миколи Зерова, головної тенденції роману, яку сформулював сам Куліш, — «показати політичну нікчемність Малоросії» — Костомаров не помічає. «Чорна рада», на його думку, однаково відзначає «й міць, й слабкість духовного життя народу». Правда, те саме говорить і Куліш. Згадавши про «політичну нікчемність» старої України, він одночасно заявляє, «що не нікчемний народ приєднався у другій половині XVII століття до Московського царства», що в тому народі були і характери, і почуття власної гідності, і «початки вищої громадянськості».
В той же час, Осип Маковей, порівнюючи «Чорну раду» із першим романом Куліша («Михайло Чарнишенко»), говорить про еволюцію Куліша як письменника, завдяки якій «історик, що хоче подавати правду, хочби й не
милу людям, розходився тут із романтиком-етноґрафом, котрому була люба ідеалїзация свого народу. Видко в чоловіцї боротьбу, в котрій високий ідеал „правди“, хоч і по свойому не раз понятий, бере верх». Крім того, дослідник розглядає роман як полеміку з ідеалізованим образом козаків у «Тарасі Бульбі» Миколи Гоголя та один із перших проявів критичності до такої ідеалізації.
|  | У «Чорній раді» ми ще найменше бачимо тенденциї, того звичайного у нього в пізнїйших лїтах накручуваня фактів на лад поставленої завчасу проґрами; тут він ще доволї безпристрастний, спокійний, без романтичної афектациї; він ще бачить у минувшинї не тілько лихі сторони, але й добрі. |

## Екранізації
Український 9-серійний історичний мінісеріал «Чорна рада» вийшов 2000 року. Режисер — Микола Засєєв-Руденко. Головні ролі зіграли Богдан Ступка, Богдан Бенюк, Руслана Писанка, Олександр Бондаренко.